# إدفارت مونك
إدفارد مونك أو إدوارد مونش (12 ديسمبر 1863 - 23 يناير 1944) (Edvard Munch) كان رساماً تعبيرياً وطباعاً نرويجياً.
ويعد الفنان النرويجي إدوارد مونش أحد أهم فناني الحداثة. استمرت حياته المهنية في الفن ستة عقود من بدايته عام 1880 حتى وفاته. جرب بجرأة في مجالات الرسم والرسومات والنحت والتصوير الفوتوغرافي وأصبح رائدًا في الفن التعبيري منذ أوائل القرن العشرين.
تعد لوحة «الصرخة» (عام 1893) أشهر أعمال الفنان مونك. كانت من بين سلسلة لوحات سماها الفنان باسم «إفريز الحياة»، حيث طغت عليها مواضيع الحياة، والحب، والخوف، والموت، والكآبة. كما هو الحال مع معظم أعماله الأخرى، أصدر أكثر من نسخة من لوحة الصرخة. الأولى سرقت في عام 1994 والأخرى في عام 2004، وقد تم استعادتهما. مواضيع «إفريز الحياة» طغت أيضاً على معظم أعمال مونك الأخرى، مثل: «الطفل المريض»، و«مصاص الدماء»، و«الرماد»، و«الجسر».

## النشأة
ولد إدفارد مونك عام 1863 في أوسلو عاصمة النرويج لعائلة عُرف عن أفرادها شدّة تديّنهم. والده كان طبيبا في الجيش دفعته مسيحيّته المتشدّدة إلى أن يزرع في نفس الصغير إدفارد بذور القلق الديني.
وقد كتب مونك في ما بعد في مذكّراته يقول: كانت ملائكة الخوف والندم والموت تحفّ بي منذ أن ولدت ولم تكفّ عن مطاردتي طوال حياتي. كانت تقف إلى جانبي عندما أغلق عيني وتهدّدني بالموت والجحيم وباللعنة الأبدية".
كان إدفارد شخصا قلقا ومسكونا بالهواجس والأفكار المؤرّقة.
عندما كان عمره خمس سنوات، وفي عام 1868 توفّيت أمّه بالسلّ ثم تبعتها أخته صوفي في عام 1877 والتي لم تكن قد أكملت عامها الرابع عشر. وعندما بلغ الخامسة والعشرين مات والده ثم لم تلبث أخته الأخرى لورا أن أصيبت بالجنون لتودع إحدى المصحّات العقلية.
وفي أعماله الدرامية، ينقل المشاعر التي امتلكت طفلًا متأثرًا بما يحدث. ذكريات المرض، ثم وفاة والدته وشقيقته.
في ما بعد، قرّر مونك أن يصبح رسّاما. فاستأجر «ستوديو» في الحيّ البوهيمي من أوسلو. وهناك وقع تحت تأثير هانس غيفر، وهو قائد بوهيميو كريستينا وكانت له علاقات في إحدى الأوساط اللاسلطوية المتطرفة، والتي يمكن القول أنها أثرت أعمال مونك الفنية بشكل كبير، فتأثر مونك بأهمية التعبير عن «الذات».
وقد فضّل مونك الخيار الأوّل، فانغمس في السنوات العشر التالية في حياة بوهيمية جرّب خلالها الكحول والابسنث والأفيون وعرف الحب والسيفلس والجوع والفقر.
في ذلك الوقت كتب هنريك ابسن مسرحيته المشهورة الأشباح التي سخر فيها من رياء المجتمع النرويجي وانحلاله وتفكّكه. غير أن مونك كان متأثّرا بالروائي الروسي الكبير دستويفسكي. وقد قال لأحد أصدقائه ذات مرّة: لم يظهر من الرسّامين بعد من استطاع النفاذ إلى العوالم الموسيقية للروح والميتافيزيقيا واللاوعي بمثل ما فعل دستويفسكي في الرواية. كان واضحا أن مونك يريد أن يرسم الروح. وفي عام 1890، رسم سلسلة لوحاته المشهورة «دوامّة الحياة» التي يصوّر فيها قصّة نموذجية لرجل وامرأة ينتقلان خلالها من الحبّ والعاطفة إلى الغيرة والحزن ثم أخيرا إلى القلق فالموت.

## الصرخة
الصرخة

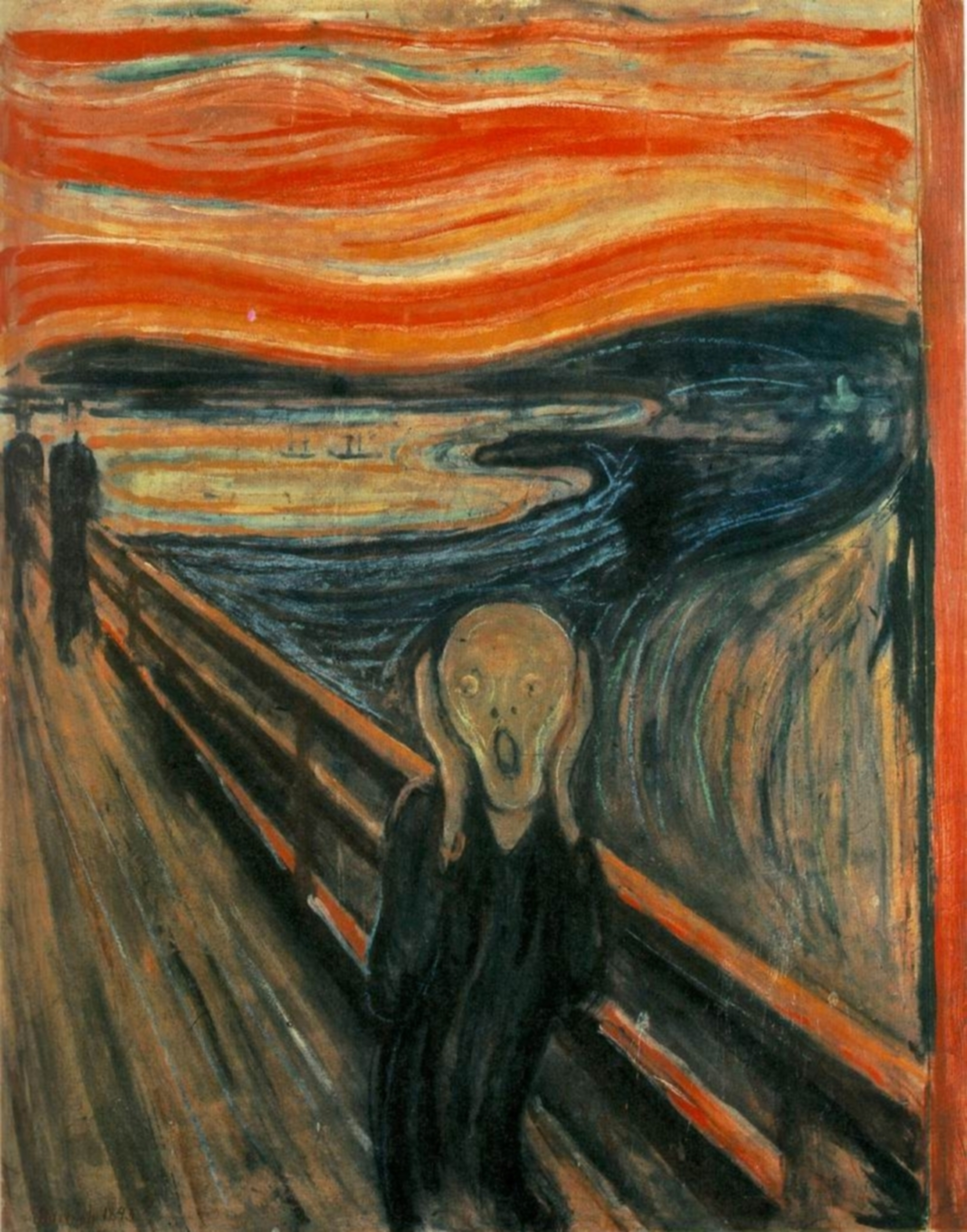
لوحة الصرخه

وترمز اللوحة إلى ذروة القلق، أي إلى النقطة النهائية لانكسار الروح. في النسخة الثانية من اللوحة، وهي التي أصبحت مشهورة جدّا في ما بعد والتي تُقدّر قيمتها اليوم بأربعين مليون جنيه إسترليني، اختار مونك أن يرسم الشخص ذا الوجه الطفولي والذي لا يبدو إن كان رجلا أو امرأة واقفا أمام طبيعة تهتزّ بعنف وهو يحدّق في الناظر، فيما يطبق بيديه على رأسه الشبيه بالجمجمة ويفتح فمه بذهول ويأس.
وقد كتب إدفارد مونك في مذكّراته شارحا ملابسات رسمه لهذه اللوحة: كنت أمشي في الطريق بصحبة صديقين. وكانت الشمس تميل نحو الغروب عندما غمرني شعور بالكآبة. وفجأة تحوّلت السماء إلى أحمر بلون الدم. توقفت وأسندت ظهري إلى القضبان الحديدية من فرط إحساسي بالإنهاك والتعب. واصل الصديقان مشيهما ووقفت هناك أرتجف من شدّة الخوف الذي لا أدري سببه أو مصدره. وفجأة سمعت صوت صرخة عظيمة تردّد صداها طويلا في أرجاء المكان". وقد ظهرت حكايات عديدة تحاول تفسير ما حدث لـ مونك في تلك الليلة المشهودة.
بعض المحلّلين استوقفهم بشكل خاصّ منظر السماء في اللوحة وقالوا بأن هالة ما أو غسقا بركانيا قد يكون صَبَغ السماء والغيوم باللون القرمزي في ذلك المساء. ويحتمل أن يكون ذلك المشهد قد ترك تأثيرا انفعاليا دراماتيكيا على مونك.

## سرقة متحفه 2004
في 22 أغسطس 2004 اقتحم أربع لصوص متحف مونك في أوسلو وقامو بسرقة النسخة الرابعة للوحة الصرخة وأعمال أخرى من ضمنها لوحة مادونا 1894 من أعمال مونك أيضاً وثلاث لوحات لرامبرانت. وفي سبتمبر 2006 نجحت الشرطة النرويجية في استعادة اللوحات المسروقة.
كانت نفس النسخة من اللوحة قد سرقت لفترة قصيرة في عام 1994 واستعيدت بعد ثلاثة أشهر دون أن يلحق بها أية أضرار.

## وصلات خارجية
- إدفارت مونك على موقع IMDb (الإنجليزية)
- إدفارت مونك على موقع الموسوعة البريطانية (الإنجليزية)
- إدفارت مونك على موقع مونزينجر (الألمانية)
- إدفارت مونك على موقع ميوزك برينز (الإنجليزية)
- إدفارت مونك على موقع إن إن دي بي (الإنجليزية)
- إدفارت مونك على موقع ديسكوغز (الإنجليزية)

- Edvard Munch
- The Dance of Life Site
- Edvard Munch Catalogue Raisonné

1. 1 2   https://openartbrowser.org/es/artist/Q41406?tab=timeline. {{استشهاد ويب}}: |url= بحاجة لعنوان (مساعدة) والوسيط |title= غير موجود أو فارغ (من ويكي بيانات) (مساعدة)
2. 1 2 3  أرشيف الفنون الجميلة، QID:Q10855166
3. ↑  Jean Cassou; Pierre Brunel; Francis Claudon; Georges Pillement; Lionel Richard (1979). Encyclopédie du symbolisme (بالفرنسية). ISBN:2-85056-129-0. OCLC:231777612. OL:4034855M. QID:Q109906671.
4. 1 2  RKDartists (بالهولندية), QID:Q17299517
5. ↑  "إدوارد مونش بين الانطباعية والتعبيرية". altshkeely.tripod.com. مؤرشف من الأصل في 2019-04-07. اطلع عليه بتاريخ 2019-04-07.
6. ↑  پرومثيوس. "مونك والصرخة: قراءة مختلفة". خواطر وأفكار. مؤرشف من الأصل في 2016-03-05. اطلع عليه بتاريخ 2010-03-26.
7. ↑  "Edvard Munch: Biography". Anarchy Archives. مؤرشف من الأصل في 2019-01-28. اطلع عليه بتاريخ 2017-07-24.